# Loose (álbum de Crazy Horse)
Loose es el segundo álbum de estudio del grupo estadounidense Crazy Horse, publicado por Reprise Records en enero de 1972.

## Lista de canciones
1. "Hit and Run" (Blanton) - 2:42
2. "Try" (Whitsell) - 3:18
3. "One Thing I Love" (Leroy) - 2:37
4. "Move" (Whitsell) - 3:14
5. "All Alone Now" (Whitsell) - 2:47
6. "All the Little Things" (Leroy) - 5:01
7. "Fair Weather Friend" (Leroy) - 2:42
8. "You Won't Miss Me" (Whitsell) - 2:47
9. "Going Home" (Leroy) - 2:50
10. "I Don't Believe It" (Whitsell) - 3:07
11. "Kind of Woman" (Blanton) - 4:25
12. "One Sided Love" (Whitsell) - 3:12
13. "And She Won't Even Blow Smoke in My Direction" (Whitsell) - 1:21

## Personal
- Billy Talbot: bajo y coros
- Ralph Molina: batería y coros
- George Whitsell: guitarra, conga, voz y coros
- John Blanton: órgano, piano, armónica, chelo y coros
- Greg Leroy: guitarra, voz y coro
- Joel Tepp: armónica